# Молодило гірське
Молоди́ло гірське́ (Sempervivum montanum L.; народні назви: пупець гірський, роєвик гірський або роєвник гірський) — сукулентна рослина роду молодило (Sempervivum) з родини товстолистих (Crassulaceae).

## Загальна біоморфологічна характеристика

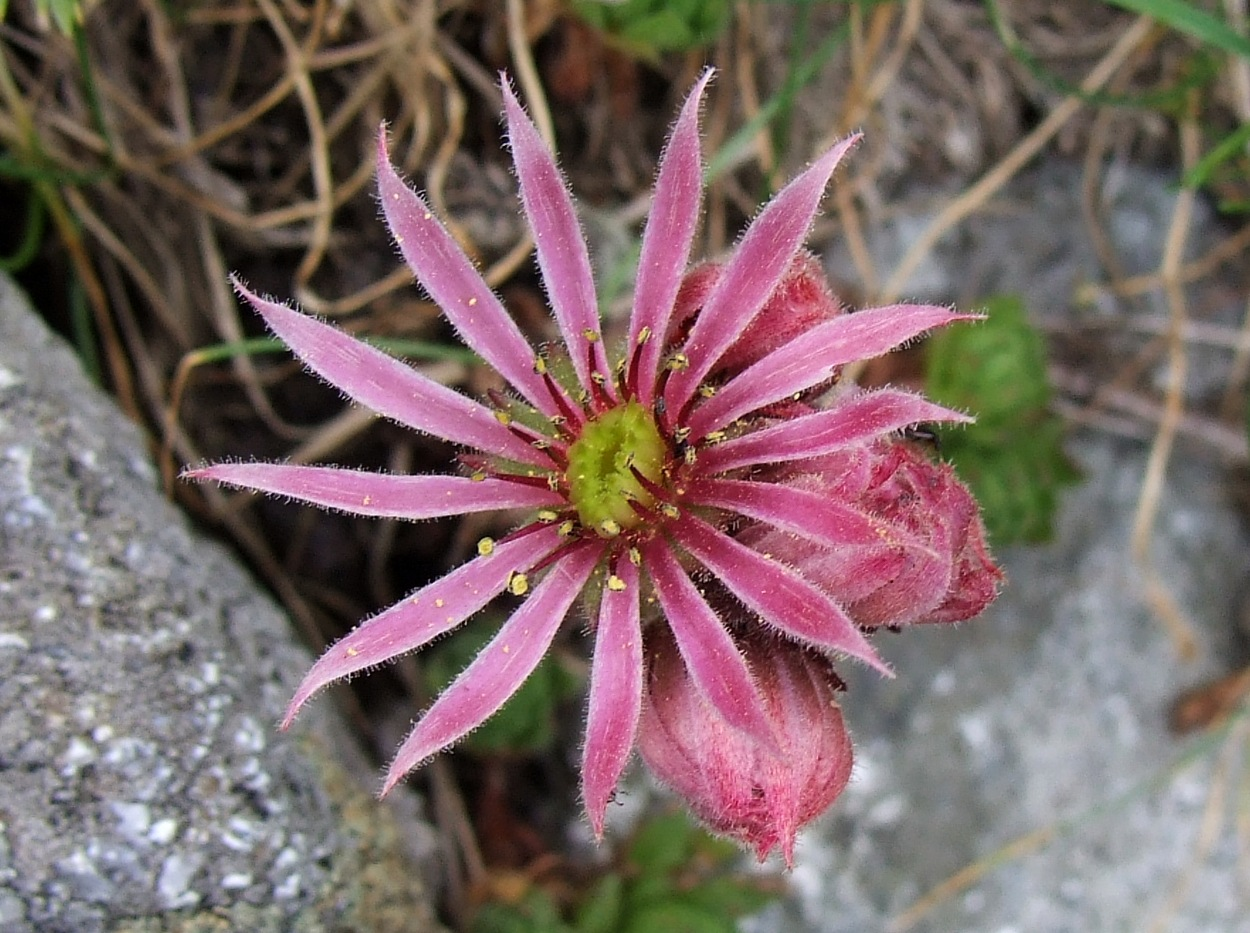
Квітка молодила гірського

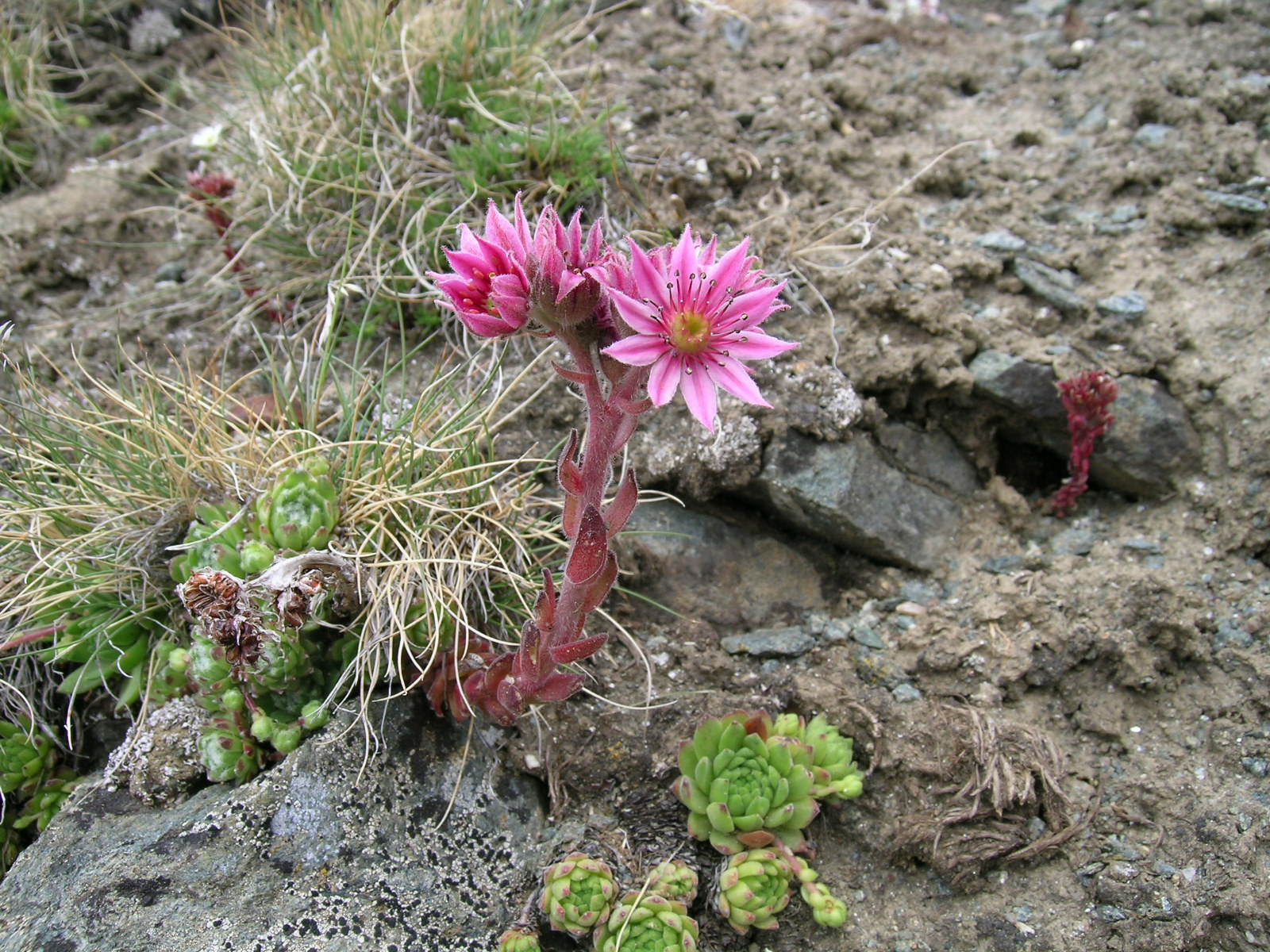
Молодило гірське в горах Швейцарії

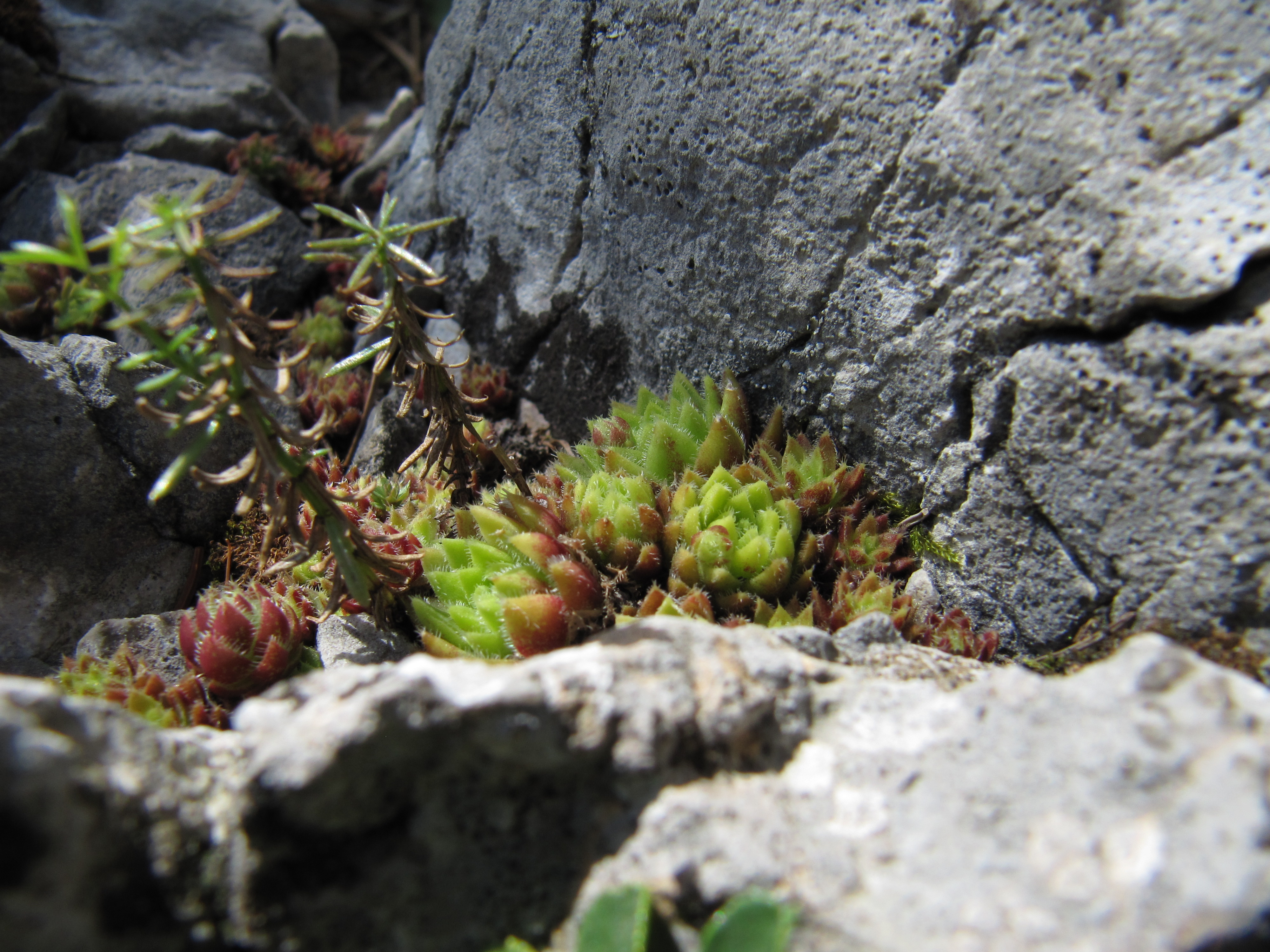
Молоді рослиннки молодила гірського притулилися між камінням

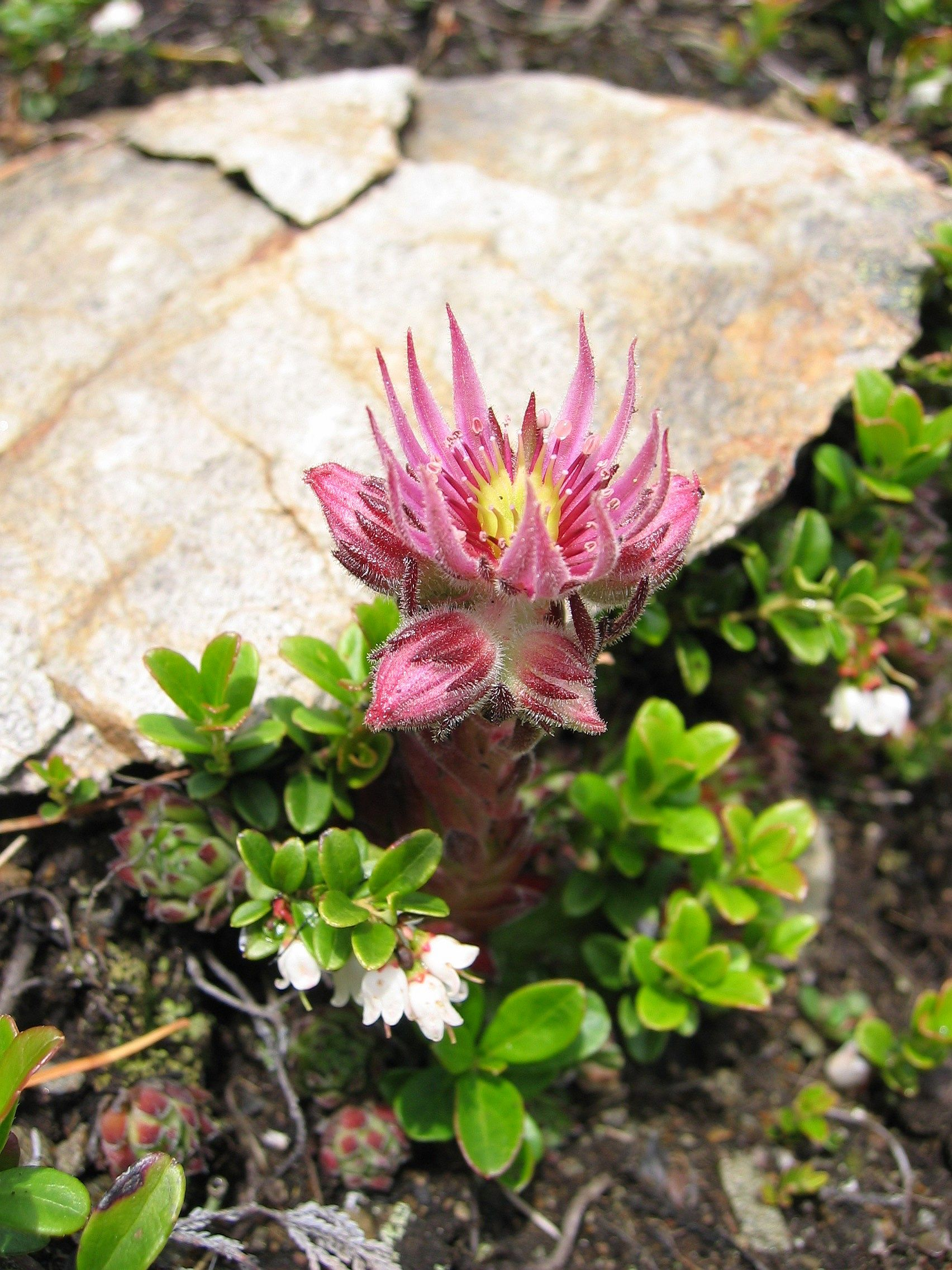
Sempervivum montanum subsp stiriacum

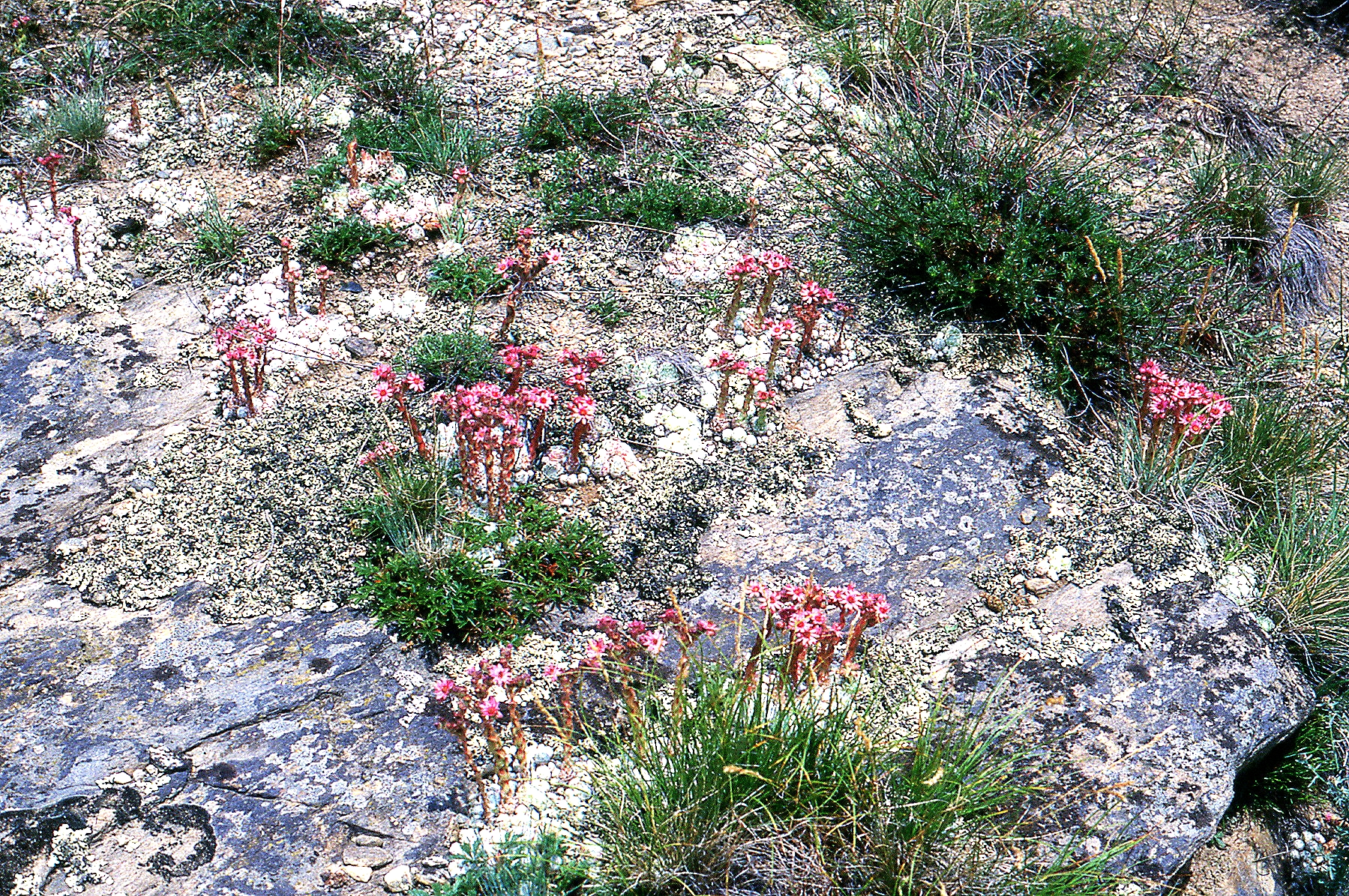
Молодило гірське в Південному Тіролі, Італія

Хамефіт. Багаторічна, утворююча столони рослина. Стебла 7–18 см заввишки, густо запушені. Має тонкі повзучі кореневища. Утворює кущ з численних вегетативних і генеративних особин, які формуються в пазухах розеткового листя. Монокарпічні розетки зірчастої форми 1–3 см у діаметрі мають характерний запах смоли, утворені м'ясистими, сукулентними, загострено-еліптичними супротивно розташованими темно-зеленими листками з пурпуровим кінчиком. Густе залозисте запушення присутнє на обох сторонах листків, по краях яких розташовані довгі війчасті волоски. Квітконосні стебла заввишки 5–8 см, несуть на кінцях 3–10 відносно великих квіток (до 3,5 см у діаметрі), розташованих в щиткоподібному суцвітті. Віночок утворений 10–15, м'якими, пурпурно-фіолетовими, вузько-ланцетними пелюстками з темними прожилками. Плід — багатолистянка, насінини дрібні, 0,6 мм завдовжки. Цвіте в липні-серпні, плодоносить у серпні. Розмножується переважно вегетативно.

## Екологія
Росте на кам'янистих субстратах, які іноді нещільно задерновані лучними ділянками в угрупованнях союзів Juncion trifidae, Festucion pictae та порядку Androsacetalia vandelii. Більшість популяцій розташована на висоті 1400–1900 м над рівнем моря. Натомість, нетипова низинна прикарпатська популяція заселяє кам'янистий берег річки на висоті 300 м над рівнем моря. Ксеромезофіт.

## Поширення
Південно-середньоєвропейський альпійський вид. Зустрічається в субальпійському і альпійському поясах гір Європи. Має ізольовані популяції в Піренеях, на острові Корсика, в Альпах, Апеннінах і Карпатах. Росте в Австрії, Франції, Італії, Польщі, Румунії, Словаччині, Іспанії, Швейцарії і Україні.
В Україні зустрічається у Львівській, Івано-Франківській і Закарпатській областях. Росте в Бескидах (гора Пікуй), на Чорногорі (гори Менчул, Бребенескул, Піп Іван) і в Мармароських горах (гора Піп Іван Мармароський), а також на Прикарпатті (околиці селища Печеніжин Коломийського району Івано-Франківської області). Рослини, що поширені у Карпатах деякі систематики виділяють в окремий підвид — молодило гірське карпатське (Sempervivum montanum subsp. carpaticum).

## Чисельність в Україні та охоронні заходи
Площа більшості популяцій в Україні є невеликою — по 100–300 м². Рослини утворюють куртини різної щільності, в яких переважають вегетативні розетки. Чисельність рослин не перевищує 500. Відносно численною є лише мармароська популяція на горі Піп Іван, яка займає площу понад 1 га та налічує кілька тисяч генеративних особин.
В минулому чисельність популяцій зменшувалася, а на окремих територіях вид взагалі зник, як наприклад на горі Говерла в Чорногорі. Після надання місцям зростання статусу охоронних територій, стан популяцій став стабільним.
Вид занесений до Червоної книги України, де має природоохоронний статус «Рідкісний».
Охороняється у Мармароському масиві Карпатського біосферного заповідника, в Карпатському національному природному парку і ландшафтному заказнику «Пікуй». Заборонено збирання рослин та використання для декоративних оздоблень.
Вирощують у ботанічних садах: Національному ім. М. М. Гришка НАН України та Львівського національного університету ім. І. Франка.

## Господарське та комерційне значення
Вид має декоративне, ґрунтотвірне, протиерозійне значення.

## Систематика
Дуже варіабельний вид молодила. Легко утворює гібриди в природі з Sempervivum arachnoideum, Sempervivum grandiflorum, Sempervivum nevadense, Sempervivum tectorum і Sempervivum wulfenii, а в культурі ще і з багатьма іншими видами роду.

## Утримання в культурі
Вирощують в кам'янистому, ледь кислому субстраті на яскравому сонці. В період росту — полив рясний, взимку і восени помірний. Витривала рослина, не боїться морозів, тому з успіхом вирощується на відкритому повітрі, як в горщиках, так і просто в ґрунті, на кам'яних огорожах або в рокаріях.
Розмножується дочірніми розетками, що утворюються на столонах в основі рослини.